# Ronja, dcera loupežníka
Ronja – dcera loupežníka (ve švédském originále Ronja Rövardotter, česky [roňa], švédsky [ronja]) je kniha pro děti Astrid Lindgrenové z roku 1981. V českém překladu byla změněna především ženská jména Lovis a Undis na Lovisa a Undisa. Na základě knihy vznikl v roce 1984 i stejnojmenný film.

## Děj
Ronja se narodila loupežnickému hejtmanovi Mattisovi a jeho ženě Lovise. Ti spolu s tlupou dvanácti loupežníků žijí ve hradě na vysoké skále uprostřed divokých švédských lesů. Té noci, kdy se Ronja narodila, byla strašlivá bouře. Najednou uhodil do hradu blesk a celý hrad i se skálou praskl vejpůl.
Když byla Ronja větší, objevila svět kolem hradu. Každý den chodila do lesa plného skřítků, poznávala zvířata i život v přírodě. Naučila se lézt na stromy i plavat a byla silnější a mrštnější než leckterý kluk.
Jednoho dne se Ronja procházela po cimbuří hradu a zkoumala "Pekelnou tlamu". To byla průrva ve hradě a ve skále pod ním, která vznikla té noci, co se Ronja narodila. Najednou si všimla, že na protější neobydlené straně někdo sedí. Byl to Birk, syn loupežnického hejtmana Borky. Birk se narodil Borkovi a jeho ženě Undise stejné bouřlivé noci, kdy se narodila i Ronja. Borka a Mattis byli v dětství přátelé, ale Mattisův otec dal kdysi Borkovi takový výprask, že se z obou rodů stali nepřátelé na život a na smrt. Od Birka se Ronja dozvěděla, že do druhé půlky hradu se v noci nastěhovala celá Borkova loupežnická tlupa. Původně žili v sousedním lese ale vyštvali je odtamtud vojáci. To Ronju popudilo, odmalička slýchala od Mattise, jací jsou Borkovi loupežníci lumpové. Potom Birk přeskočil Pekelnou tlamu k Ronje aby ji provokoval. Ronja si to ale nenechala líbit a přeskočila také. Tak tam nějakou dobu skákali sem a tam proti sobě až Birk uklouzl po kameni a spadl do Pekelné tlamy. Ronja se podívala dolů a zjistila, že Birk nespadl až dolů ale na malý výčnělek zdi na její straně. Vzala tedy řemen, po kterém lezla na stromy a podala jej Birkovi. Sama se vzepřela o kámen aby Birk mohl vylézt. Pak se rozešli.
Mattis velmi zuřil a celé dny vymýšlel, jak by Borkovu tlupu vystrnadil z hradu. Ronja v lese potkala Birka a začali se zase dohadovat. Pak ale padla mlha a Birk, který se tu ještě tolik nevyznal, poprosil Ronju, jestli by mu neukázala cestu k Mattisovu hradu. Ronja mu podala konec řemenu, který nosila stále u sebe a vedla Birka k hradu. Cestou v mlze ji ale zlákaly hlasy bludiček a kdyby nebylo Birka, který ji za řemen držel, skončila by v podsvětí. Když se Ronja probrala z omámení, vůbec na nic si nepamatovala a ještě Birkovi vynadala, že jí svedl z cesty.
Nastala zima. Ronja lyžovala na stráni u lesa a nohou zapadla do nory lesních skřítků. Sama se nedokázala vyprostit a hrozilo, že tu zmrzne. Birk byl ten den také v lese, našel její lyži a začal ji hledat. Ronja se už loučila se životem a najednou se objevil Birk a zachránil ji podruhé. Nešťastná a promrzlá Ronja řekla Birkovi, že by chtěla, aby byl její bratr. Birk souhlasil a dodal, že od té doby bude chodit všude za ní na délku jejího řemene. Toho roku byla nebývale velká úroda sněhu. Přístupové cesty k hradu zapadly sněhem a loupežníci nemohli ven ani loupit, ani doplnit zásoby. Nemohli ven ani Ronja a Birk. Nemohli se spolu tajně scházet v lese. A na hradě, to nesměli, to by vzteklý Mattis nedovolil, aby se jeho milovaná dcera scházela se synem jeho největšího nepřítele. Ronja měla nápad. Pod hradem byl veliký sklep s chodbou, která původně vedla pod celým hradem. Nyní byla ale přerušená závalem, jak vznikla Pekelná tlama. Ronja tam každý den chodila a nosila těžké kameny ze závalu do okolních kobek. Po dvou týdnech se jí povedlo vytvořit nenápadný průlez, kterým by se dítě mohlo protáhnout na druhou stranu. Rozhodla se, že se zítra vydá na tajnou výpravu do Borkovy půlky hradu, najde Birka a budou se tajně scházet v této části sklepa, kam nikdo nechodí. Druhý den ve sklepě našla u průlezu Birka. Birk měl totiž stejný nápad: jít do sklepa a podniknout průzkumnou výpravu mezi Mattisovce, aby našel Ronju. Birk je ale hrozně hubený. Borkovci se totiž nestihli na zimu pořádně zásobit a nemají už skoro co jíst. Ronja nosí Birkovi jídlo z Lovisiny kuchyně a tím mu podruhé zachraňuje život.
Je jaro a příroda kvete. Ronja a Birk se zase scházejí v lese. Společnými silami se jim podaří chytit si divoké koně, po kterých Ronja vždy toužila. Domů však musí každý sám. Tam čeká Ronju hrozné překvapení: V koutě sálu leží zraněný a svázaný Birk. Chytil ho Mattis, když se svou cestou vracel do hradu. Mattis ho chce použít k vydírání Borky, aby se svou tlupou konečně odtáhl z hradu. Impulzívní Ronju to ale rozlítí a řekne Mattisovi: „Krást si můžeš co chceš, peníze i zlato, ale nikdy nesmíš ukrást člověka. Jinak už nechci být tvoje dcera!“. Večer se oba klany sejdou u Pekelné tlamy. Borkovci nadávají Mattisovi do zbabělců, protože ublížil dítěti kvůli tomu, co je mezi dospělými. Mattis řekne, že Birka zavře do hladomorny a vrátí ho Borkovi a Undise až když odejdou z hradu. Nikdo si nevšimne, že Ronja brečí. Najednou se stalo něco, co nikdo nečekal. Ronja se rozeběhla a přeskočila Pekelnou tlamu. Sama si zvolila, aby i Borkovci měli rukojmí. Vyjednávání tím ztrácí smysl a oba klany si vrátí své děti.
V noci Ronja tajně utíká z domova a běží do Medvědí jeskyně, o které ví od Mattise. Tam potkává Birka. V jeskyni se zařídí a zůstanou tu celé léto, které v nich zůstane po celý život. Svobodní. Chtějí tu spolu zůstat, i za cenu, že tu možná v zimě zmrznou.
Když uhodí první mrazíky, potkávají v lese pološíleného Mattise. Mattis celé léto nesmírně trpěl, protože jeho milovaná Ronja už nechce být jeho dcerou. Odprosí Ronju a požádá ji aby se i s Birkem vrátila na hrad. V lese řádi vojáci, dva Borkovy chlapy chytí a vsadí do vězení. Mattis ale všechny vysvobodí: Mattis sám poznává, že spolu dokáží víc. Obě loupežnické tlupy se spojí a uspořádají souboj mezi Mattisem a Borkou podle prastarých loupežnických pravidel. Kdo zvítězí, ten bude loupežnickým hejtmanem všech. Vyhrává Mattis. Ronja i Birk prohlásí, že až vyrostou, tak nechtějí být loupežnickými hejtmany.
Příští jaro odchází Ronja s Birkem zase do Medvědí jeskyně. Tentokrát ale Mattise ujistí, že se na podzim vrátí...

## Film
Ve filmu z roku 1984 hrála Ronju Hanna Zetterberg Struwe, dnes se věnuje politice.
Birka si zahrál Dan Ismael Håfström, mladší bratr švédského režiséra Mikaela Håfströma.
Český dabing je velmi zdařílý, hlavním představitelům propůjčili hlasy Lucie Vojtěchová a Radim Špaček.
Délka: 120 minut
Film sleduje dějovou linii knihy poměrně přesně, žádná důležitá událost není vynechána. Na jeho výrobu dohlížela sama autorka knihy.
Snad proto z filmu nevyprchalo to, co chtěla svým čtenářům ukázat – napětí loupežnického románu, dobrodružství i touhu po svobodě.
Podle údajů distributora je film nejen nejoblíbenějším filmem z filmů natočených podle knížek Astrid Lindgrenové, ale i jedním z nejvíce exportovaných švédských filmů vůbec.

## Muzikál

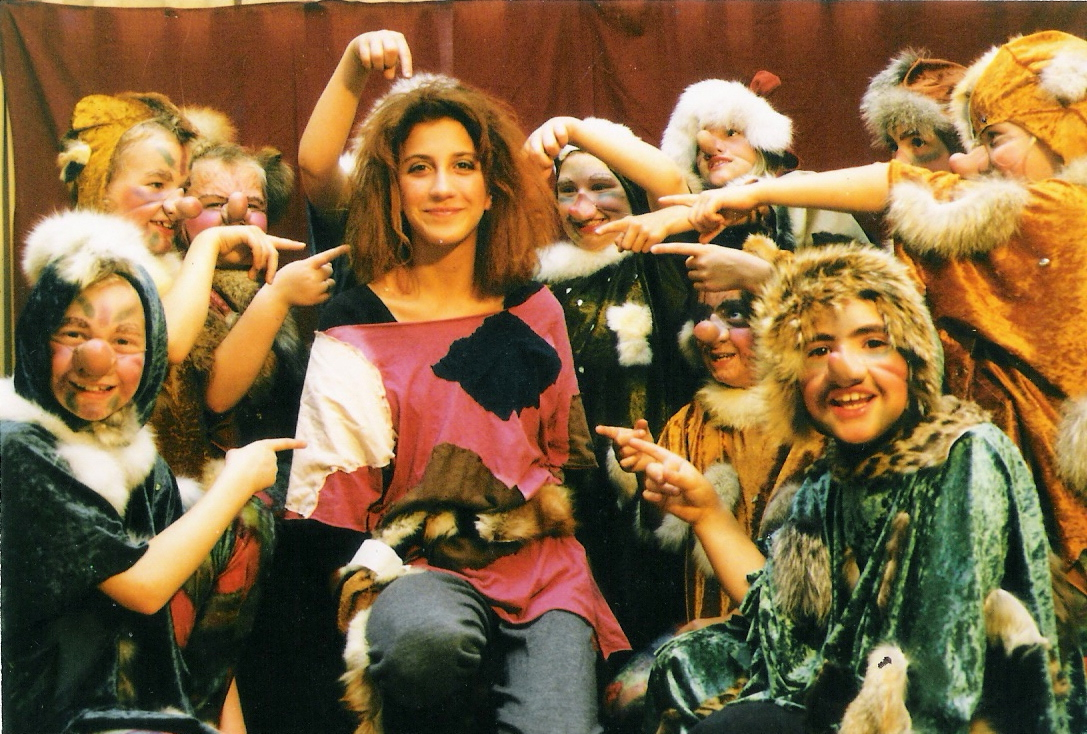
Ronja v muzikále

Německý muzikál, Štětín, Hamburk, "Ronja Räubertochter", více než sto herců.V roce 1994.
Ředitel: Ewa Kołogórska
Skladatel: Axel Bergstedt